# Prima guerra sacra
La prima guerra sacra (595–582 a.C.) venne combattuta tra l'anfizionia delfica e la città di Cirra. Il conflitto sorse a causa delle frequenti rapine e disturbi verso i pellegrini che si recavano a Delfi da parte dei cittadini della città di Cirra. La guerra portò alla sconfitta e alla distruzione di Cirra, e fu particolare nell'assedio di Cirra, per aver utilizzato l'elleboro per avvelenare i rifornimenti idrici della città.

## Assedio di Cirra
Il comandante dell'assedio fu il tiranno Clistene di Sicione, che usò la sua potente flotta per bloccare il porto della città prima di utilizzare l'esercito anfizionico alleato per assediare Cirra. Ciò che accadde dopo è motivo di dibattito. La prima, e quindi probabilmente più affidabile, fonte è quello dello scrittore e medico Tessalo. Egli scrisse, nel V secolo a.C., che gli aggressori avevano scoperto casualmente un tubo che portava l'acqua in città dopo che era stato interrotto dallo zoccolo di un cavallo. Un medico chiamato Nebro consigliò gli alleati di avvelenare l'acqua con l'elleboro. L'acqua addizionata di elleboro presto rese i difensori così deboli per la diarrea che non furono in grado di continuare a resistere all'assalto. Cirra venne espugnata e tutta la popolazione venne trucidata. Nebro era un antenato di Ippocrate, quindi questa storia ha indotto molti a chiedersi se non sia stato il senso di colpa per l'utilizzo del veleno da parte del suo antenato che spinse Ippocrate a formulare l'omonimo giuramento.
Gli storici successivi raccontavano storie diverse. Secondo Frontino, che ha scrisse nel I secolo, dopo aver scoperto il tubo, la lega anfizionica lo interruppe, sospendendo così il rifornimento d'acqua alla città. Gli abitanti furono colti da una grande sete e quando qualche giorno dopo il collegamento idrico venne ripristinato, l'acqua giunse avvelenata e gli abitanti morirono dopo averla bevuta. Secondo Polieno, uno scrittore del II secolo, dopo la scoperta del tubo, gli assedianti aggiunsero l'elleboro alla sorgente da cui proveniva l'acqua, senza mai sospenderne l'erogazione. Polieno attribuì la strategia non a Clistene, ma al generale Euriloco, che consigliò ai suoi alleati di far arrivare una grande quantità di elleboro da Anticira, dove era abbondante. Le storie di Frontino e Polieno hanno entrambe lo stesso risultato come il racconto di Tessalo: la sconfitta di Cirra.
L'ultimo storico importante ad avanzare una nuova ipotesi sull'assedio è stato Pausania, che fu attivo nel II secolo. Nella sua versione dei fatti, Solone di Atene deviò il corso del fiume Pleisto in modo che non passasse più attraverso Cirra. Solone aveva sperato di sconfiggere così gli abitanti di Cirra assetandoli, ma il nemico fu in grado di ottenere abbastanza acqua dai suoi pozzi e dalla raccolta dell'acqua piovana. Solone aggiunse poi una grande quantità di elleboro all'acqua del Pleisto e la lasciò fluire verso Cirra. L'avvelenamento consentì così agli alleati di sterminare gli abitanti della città.